# Бешпагирка
Бешпагирка — река в России, правый приток реки Горькой. Протекает по Грачёвскому району Ставропольского края. ГКГН считает реку Кофанова верхним течением Бешпагирки.
Входит в «Перечень объектов, подлежащих региональному государственному надзору в области использования и охраны водных объектов на территории Ставропольского края», утверждённый постановлением Правительства Ставропольского края от 5 мая 2015 года № 187-п.

## Этимология названия
По одной из версий названия реки и находящегося рядом с ней села Бешпагир связаны с образующими Бешпагирку источниками («пятью ключами»). В частности, ставропольский краевед В. Г. Гниловской полагал, что топоним Бешпагир «происходит от тюркского слова беш — пять, вторая часть слова, видимо, связана с корнем гир — ручей».
В работе А. И. Твалчрелидзе «Ставропольская губерния в статистическом, географическом, историческом и сельскохозяйственном отношениях» (1897) утверждается, что слово Бешпагир образовалось от двух татарских слов: «беше» — пять и «пагире» — гора (по мнению автора книги, соответствующее «название дано, вероятно, от лежащих близ села [Бешпагир] гор»).

## География
По сведениям справочника «Водные ресурсы Ставрополья» (2001), «речку Бешпагирку можно отыскать на первых картах Азово-Моздокской линии, относящихся к 1777—1778 годам». Так, на «Специальной карте Моздокской линии с показанием на ней крепостей, редутов и фарпостов» отмечена река Бешкакир, нижняя часть которой соответствует современной реке Горькой, а её правый «отвершек» — нынешней Бешпагирке.
Река берёт начало при слиянии рек Кофанова и Ореховая, берущих начало на северных склонах Бешпагирских высот Ставропольской возвышенности, северо-восточнее посёлка Цимлянского. Течёт по открытой местности с юго-запада на северо-восток. Устье Бешпагирки находится в 10 км по правому берегу реки Горькой, на территории Грачёвского района. Длина реки составляет 21 км, площадь водосборного бассейна 256 км².
В долине реки, северо-западнее села Бешпагир, образован пруд Фрегатный, регулирующий её сток (по данным исследований, объём стока Бешпагирки на этом участке составляет более 0,001 км³/год).

## Бассейн
В реку впадает 28 небольших притоков. Наиболее крупными из них являются (от устья к истоку):
- балка Лебедев Яр (пр)[15];
- балка Самодуровский Яр (пр)[15];
- балка Солонцовская (пр)[13];
- река Ореховая (пр) — 21 км от устья[16];
- река Кофанова (лв) — 21 км от устья[3], западнее населённого пункта Новый Бешпагир[12];
  - река Краснова (пр)[12] — там же;
  - балка Воровская (пр) — севернее населённого пункта Северный[12];
  - река Солёная (пр) — северо-восточнее населённого пункта Цимлянский[12].

К бассейну реки относится озеро Солёное, расположенное в 12,6 км северо-восточнее станицы Темнолесской.

## Данные водного реестра
По данным государственного водного реестра России относится к Донскому бассейновому округу, водохозяйственный участок реки — Калаус, речной подбассейн реки — бассейн притоков Дона ниже впадения Северского Донца. Речной бассейн реки — Дон (российская часть бассейна).
Код объекта в государственном водном реестре — 05010500212108200001015.